# Guaymaral (Valledupar)
Guaimaral (también escrito como Guaymaral) es uno de los centros poblados del municipio colombiano de Valledupar, ubicado al sur, en el valle del río Cesar , en el departamento del Cesar.
En julio de 2015, Guaimaral fue catalogado como el lugar más caliente de Colombia debido a las altas temperaturas registradas; 41 °C en horas del mediodía.

## Geografía
Limita hacia el norte con el centro poblado El Perro; hacia el nororiente con el municipio de San Diego. Al oriente limita con el municipio de La Paz y al sur con el municipio de El Paso. Al occidente limita con el municipio de Bosconia. 
El centro poblado también hace parte de la cuenca del río Cesar. El territorio es atravesado por los ríos Garupal y Cesar

## Historia
El nombre de Guaimaral proviene de un sembradío del fruto llamado coloquialmente Guáimaro (Brosimum alicastrum) que es nativo de la región.
El asentamiento de Gaimaral fue fundado en 1910 por Ismael Quiroz. Inicialmente fue habitado por la familia Quiroz, los Leiva, los Sierra, los Mojícas, los Ochoa, los Campo, los López y los Álvarez. Luego fueron poblando otras familias.
En 1964, Guaimaral fue erigido de vereda a centro poblado de Valledupar.

### Veredas
Las siguientes son las veredas que forman parte del área de influencia de Guaimaral:
- El Morrocollo
- Garupal
- Carrera Larga
- La Feria
- Contrabando
- El Rosario
- Nuevo Rumbo
- El Bálsamo
- Playón de Goya

## Cultura
Los pobladores celebran cada año, a finales de junio, el Festival del Carnero. También celebran las fiestas patronales en honor a San Juan Bautista.
Otras fiestas celebradas son las fiestas de la Virgen del Carmen y San Martín de Loba, a mediados de julio y mediados de noviembre respectivamente.
La mayoría de la población pertenece a la Iglesia católica, hay tres iglesias en el centro poblado, de las cuales 2 son católicas y una es evangélica.
Durante las festividades es tradicional que realicen presentaciones agrupaciones de música vallenata. 

## Transporte
Guaimaral cuenta con vías terciarias que  están pavimentadas y que conectan con las vías nacionales Ruta Nacional 80 tramo Valledupar-Bosconia y Ruta Nacional 45 Bosconia-San Roque, las cuales no pasan por el centro poblado.